# Santana do Livramento

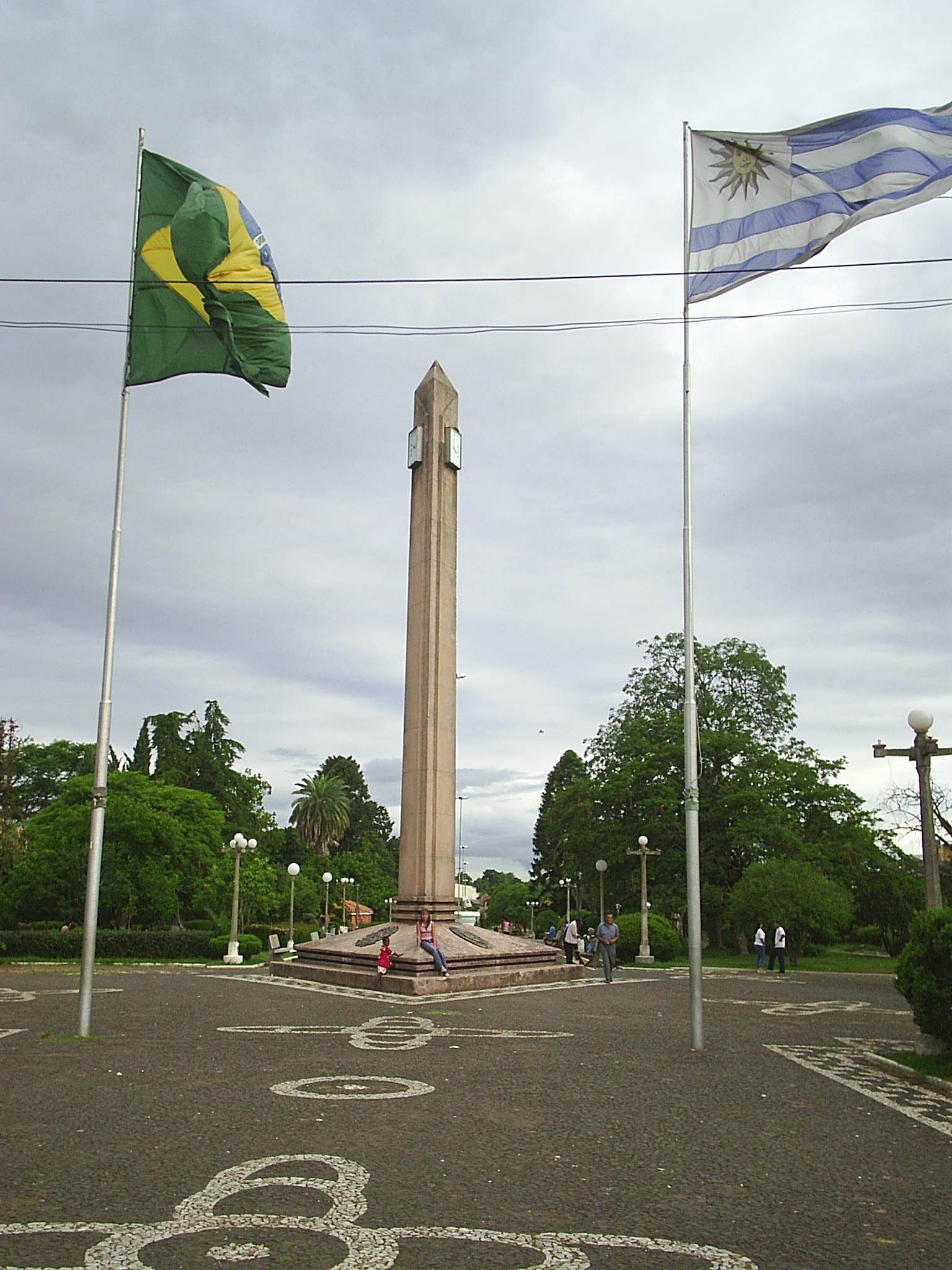
Frontera de la Paz - Livramento (Brasil) y Rivera (Uruguay).

Santana do Livramento es una ciudad ubicada al sudoeste del estado de Río Grande del Sur, Brasil. Se encuentra totalmente conurbada con la ciudad de Rivera, Uruguay.
El municipio de Santana do Livramento abarca un territorio de 6.950,4 km² a una altitud de 208 m s. n. m. y tiene 82.513 habitantes. Se encuentra en la región riograndense de la Campanha (Campaña), dedicada tradicionalmente a la ganadería vacuna. Con cuchillas, fértiles tierras de pasturas y praderas, beneficiadas por un clima subtropical templado con las cuatro estaciones bien evidentes.

## Historia
En el siglo XVI la zona era poblada por los pámpidos charrúas y los guenoas.

Entre los siglos XVII y XVIII fue parte del área de influencia de las Misiones Jesuíticas de El Tapé, influencia a la que se superponía la del Cabildo de Montevideo.
Hasta 1801 el territorio en donde se ubica esta ciudad era íntegramente parte del Virreinato del Río de la Plata y, con más precisión, de la Banda Oriental, en ese año y, tras la Guerra de las Naranjas se produjeron incursiones de bandeirantes, que fueron rechazadas por la población gaucha original.
Es en 1820 que el emplazamiento pasa a ser parte del Brasil cuando las tropas del Reino Unido de Portugal, Brasil y Algarve invaden y ocupan  el actual territorio uruguayo. Raudamente, para sentar precedentes jurisdiccionales, y usando el sistema de sesmarías el brasileño marqués de Alegrete establece un puesto militar brasileño cuya fecha de fundación es la del 30 de julio de 1823, el lugar era el centro en donde se concentraban los ganados vacunos y equinos "cuatrereados" en las incursiones brasileñas a los campos de las provincias argentinas de Corrientes y Entre Ríos, tales ganados, desde este lugar eran posteriormente derivados a la llamada "Ruta del ganado"; luego tal puesto fue planteado como un cuartel de avanzada brasileña al iniciarse la Guerra del Brasil (1825), en ese mismo año las tropas argentino-orientales obligaron a que los brasileños abandonaran el sitio. En 1828 al concluir la guerra precitada se reanudó la presencia brasileña, la cual fue ratificada en 1852 cuando el llamado Gobierno de la Defensa de Montevideo renunció en favor de Brasil todos los territorios entre los ríos Ibicuy y Cuareim. Al concluir la llamada Guerra Grande se ratificó esta cesión al Brasil por parte de Uruguay. 
Tras esto, en 1857 la incipiente localidad fue separada jurisdiccionalmente del municipio de Alegrete alcanzando su emancipación política, siendo elevada a la categoría de villa por la ley provincial n.351 (de Río Grande del Sur, del 10 de febrero de 1857.
El 6 de abril de 1876 por la ley provincial n.1013 asciende a la categoría de ciudad.

## Economía
Su economía se basa en la ganadería, agricultura, viticultura y en el sector servicios. Posee el mayor rebaño ovino del estado de Río Grande del Sur y de Brasil, destacándose las razas Corriedale (oveja), Texel (oveja), Ideal y oveja merina.
Hasta la década de 1990 funcionó uno de los mayores frigoríficos de la región, el Frigorífico Armour fundado en 1917, que con diferentes traspasos de propietarios (Swift Armour, Bordon, Cicade), generaba miles de empleos directos e indirectos. Tras su cierre la ciudad enfrentó una severa crisis económica, afectando directamente a los sectores sociales más marginales, lo que acarreó un flujo constante de personas hacia centros urbanos industriales de la región metropolitana de Porto Alegre y de la sierra gaúcha, especialmente Caxias do Sul, Farroupilha, y Bento Goncalves. Dicho flujo se hizo sentir en el censo de 2010 cuando se constató una pérdida poblacional de 8.336 habitantes con relación al anterior realizado en el año 2000.
La fijación de los límites con Rivera se da por una línea terrestre imaginaria a través de calles y avenidas, orientada por estructuras demarcatorias a ciertas distancias llamadas "marcos", lo cual permite una fuerte relación entre ambas ciudades; sus habitantes pueden desplazarse y desarrollar sus actividades en una u otra indistintamente.

### Producción de vino
La ciudad de Santana do Livramento está situada en el famoso «paralelo 31», con terreno y clima aptos para la producción de frutas, principalmente uvas. Esta recomendación de que las tierras de la región de campaña serían aptas para la producción de uva se hizo hace muchas décadas en universidades de Estados Unidos. A partir de estos estudios, una empresa del estado estadounidense de California, productora de vinos «Almaden», buscó inicialmente terrenos en la región de Bagé. Por dificultades en la compra, aceptó una oferta de terreno en el distrito de Palomas, perteneciente al municipio de Santana do Livramento.
Así, en 1974, Almadén inició un gran proyecto, tras más de 10 años de elaboración y selección de variedades de uva. Los primeros varietales finos de la marca Almadén se lanzaron en Brasil en 1983. Los vinos se elaboran in situ, a partir de su propia producción de uva, utilizando árboles en espaldera, en más de 500 hectáreas. Anualmente se cosechan entre 6 y 8 millones de toneladas de uvas, lo que genera una cantidad similar de vinos, elaborados a partir de variedades de uva como riesling, ugni blanc, gewurtztraminer, gamay beaujolais, cabernet, merlot y cabernet sauvignon. Almadén fue adquirida recientemente por Vinícola Miolo, pasando a formar parte del Grupo Miolo Wine.

## Clima
Según datos del Instituto Nacional de Meteorología (INMET), referentes al período de 1961 a 1969, de 1974 a 1983, de 1998 y a partir de 2000, la temperatura más baja registrada en Santana do Livramento fue de −3,8 °C el 15 de julio de 2020, y la más alta alcanzó 40,5 °C el 2 de enero de 1963.  La mayor precipitación acumulada en 24 horas alcanzó 163,8 mm el 15 de febrero de 1983. Noviembre de 2009 fue el mes con mayor precipitación, con 540,8 mm.

## Deportes
La ciudad cuenta con el campo de golf más antiguo de Rio Grande do Sul, fundado el 4 de julio de 1915 con el nombre de «Armour Golfe Clube», posteriormente rebautizado como «Clube Campestre de Livramento» en 1959. Es el tercer club de golf más antiguo del país. siendo más antiguos solamente el São Paulo Golf Club (1901) y el Santos São Vicente Golf Club (1915). También es el lugar de nacimiento de Mário González, considerado el mejor golfista brasileño de todos los tiempos.
El Fútbol 7 fue creado en 1965 en Santana do Livramento, donde tuvo lugar el I Campeonato Regional. En aquella ocasión también se creó la primera regla oficial de este deporte de la que se tiene constancia.

## Ciudades hermanas
- Rivera, Uruguay